# Фелтон (Делавэр)
Фелтон (англ. Felton) — город в округе Кент в штате Делавэр США. По данным переписи 2020 года, численность населения составляла 1316 человек.

## Население
| 2010 | 2020  |
| ---- | ----- |
| 1298 | ↗1316 |